# Riu Fred (Odèn)
El Riu Fred és un corrent fluvial
que en confluir amb la Riera de Canalda a Aigüesjuntes, dona lloc al naixement de la Ribera Salada
Neix a 1.368 msnm a l'extrem oriental del Pla de la Llacuna, a 375 m al nord-est del cim del Pedró. Fins a la seva confluència amb el Reguer) pren la direcció cap a llevant però a partir d'aquest punt adopta la direcció global cap a les 5 del rellotge recollint les aigües del territori que hi ha entre la Serra-seca (a ponent) i la Serra de la Garriga, (a llevant).
Excepte la primera cinquena part del seu curs, la resta forma part del PEIN Ribera Salada.
El seu nom és degut al fet que la seva direcció predominant i que el seu recorregut el fa pràcticament engorjat, comporta que les seves aigües a penes tinguin l'oportunitat de ser escalfades pel sol.

## Distribució municipal
|                                                                           | Longitud (en m.) | % del recorregut |
| ------------------------------------------------------------------------- | ---------------- | ---------------- |
| Per l'interior del municipi d'Odèn                                        | 7.998            | 76,74%           |
| Fent frontera entre els termes d'Odèn (a llevant) i de Lladurs (a ponent) | 2.424            | 23,26%           |

## Xarxa hidrogràfica
La xarxa hidrogràfica del Riu Fred està constituïda per 403 corrents fluvials que sumen una longitud total de 265,5 km.

### Afluents destacables
El Riu Fred rep un total de 40 afluents directes. D'entre aquests cal destacar-ne els següents

### Distribució municipal
El conjunt de la xarxa hidrogràfica del Riu Fred transcorre pels següents termes municipals: